# Snow live
Snow live is een livealbum dat werd uitgebracht onder de groepsnaam Spock's Beard (SB).
SB gaf in 2002 het studioalbum Snow uit, een conceptalbum rond personage Snow. Er zou na die uitgifte een tournee volgen, maar deze werd afgelast toen Neal Morse aankondigde de band direct na uitgifte te verlaten. Hij startte een solocarrière, die hem meer richting relirock bracht. 
In de loop der jaren raakten de band en Neal Morse weer met elkaar aan de praat en onder initiatief van drummer Nick D'Virgilio werd Neal Morse na jaren overgehaald zich tijdelijk bij de band te voegen om concertuitvoeringen van het album te geven. Morse had zelf tijdens zijn voorafgaande tournee door Europa gehoord, dat fans van SB en Morse nogal teleurgesteld waren dat er geen concerten werden gehouden destijds. Saillant detail is dat tijdens het opstarten van het traject ook D'Virgilo uit SB was gestapt. Zes weken van repeteren was nodig om alles weer op elkaar af te stemmen. Neal Morse moest een enorme inhaalslag plegen, want hij had  het album nauwelijks meer afgespeeld dan wel deels uitgevoerd; hij ging uit van het standpunt: als het af is, dan is het af. De uitvoeringen van de deels opnieuw gearrangeerde album muziek/tekst bleef beperkt tot 2 of 3 maal. De opnamen voor film en cd zijn gemaakt in het religieus centrum New Life Fellowship in Cross Plains (Tennessee) tijdens Morsefest op 2 juli 2016 en werden later lichtjes bewerkt.
Het album werd uitgebracht op de platenlabels van Neal Morse Metal Blade en Radiant Records; InsideOut Music, het label van SB bracht het niet uit. Het album haalde nergens een notering in albumlijsten.

## Musici
- Neal Morse – zang, toetsinstrumenten, akoestische gitaar (ook musicus op studioalbum)
- Alan Morse – elektrische gitaar, zang (ook musicus op studioalbum)
- Ryo Okumoto – toetsinstrumenten, vocoder (ook musicus op studioalbum)
- Dave Meros – basgitaar, zang (ook musicus op studioalbum)
- Nick D'Virgilio – drumstel, percussie, zang (ook musicus op studioalbum)
- Ted Leonard –gitaar, zang (lid van SB in 2016)
- Jimmy Keegan – drumstel, percussie, zang (lid van SB in 2016)

Met
- Ben Clark – trompet
- Nate Heffron – tenorsaxofoon

## Muziek
| Nr. | Titel                            | Duur |
| --- | -------------------------------- | ---- |
| 1.  | Made alive/Overture              | 5:40 |
| 2.  | Stranger in a strange land       | 4:33 |
| 3.  | Long time suffering              | 6:05 |
| 4.  | Welcome to NYC                   | 3:26 |
| 5.  | Live beyond words                | 3:40 |
| 6.  | The 39th Street blues (I’m sick) | 4:11 |
| 7.  | Devil’s got my throat            | 7:25 |
| 8.  | Open wide the flood gates        | 5:41 |
| 9.  | Open the gates (part 2           | 2:58 |
| 10. | Solitary soul                    | 8:30 |
| 11. | Wind at my back                  | 5:44 |
| 12. | Second overture                  | 3:31 |
| 13. | 4th of july                      | 3:04 |
| 14. | I’m the guy                      | 4:33 |
| 15. | Reflection                       | 2:16 |
| 16. | Carie                            | 4:25 |

| Nr. | Titel                                                     | Duur  |
| --- | --------------------------------------------------------- | ----- |
| 1.  | Looking for answers                                       | 5:27  |
| 2.  | Freak boy                                                 | 2:19  |
| 3.  | All is vanity                                             | 4:31  |
| 4.  | I’m dying                                                 | 5:03  |
| 5.  | Freak boy (part 2)                                        | 2:51  |
| 6.  | Devil’s got my throat revisited                           | 2:06  |
| 7.  | Snow’s night out                                          | 2:05  |
| 8.  | Ladies and gentlemen, Mister Ryo Okomoto on the keyboards | 5:33  |
| 9.  | I will go                                                 | 5:39  |
| 10. | Made alive again/Wind in my back                          | 7:10  |
| 11. | June                                                      | 6:13  |
| 12. | Falling is forever                                        | 27:07 |

June en Falling is forever komen niet van Snow.